# Шаханов, Мухтар
Мухтар Шаха́нов (каз. Мұхтар Шаханов; родился 2 июля 1942 года, Южно-Казахстанская область, Ленгерский район, село Каскасу) — советский и казахстанский писатель, поэт и драматург, экс-депутат Мажилиса Парламента РК, политический деятель. Герой Труда Казахстана (2022). Народный писатель Казахстана (1996). Народный поэт Кыргызской Республики (1994).

## Биография
Родился 2 июля 1942 года.
Бывший депутат ВС СССР. Выпускник Чимкентского педагогического института. Творчество автора переведены на русский и кыргызский языки. Происходит из подрода Кокмурын рода Торы-кыпшак племени Кыпшак.
В 1989 выступал в Кремле с посланием депутатам ВС СССР о сокрытии фактов насильственного подавления Декабрьских событий 1986 года.
В 2009 году возглавил движение против передачи миллиона гектаров сельскохозяйственных территорий на востоке Казахстана в аренду Китаю.
В 2017 году предложил перевести на латиницу не только казахский, но и русский язык в Казахстане. 

## Карьера
- 1961 — корректор, литературный сотрудник газеты «Оңтүстік Қазақстан»;
- 1967 — собственный корреспондент газеты «Лениншіл жас» по Южному Казахстану;
- 1984 — главный редактор журнала «Жалын»;
- 1989 — депутат ВС СССР;
- 1991 — депутат Верховного Совета Казахстана;
- 1992 — председатель республиканского комитета по проблемам Арала, Балхаша и экологии Казахстана;
- 1993 — Чрезвычайный и Полномочный Посол Республики Казахстан в Кыргызстане;
- 2004 — Депутат Мажилиса Казахстана;
- 2007 — главный редактор журнала «Жалын», Председатель демократической партии Казахстана «Халық рухы».
- 2009 — председатель движения «Тәуелсіздікті қорғау»

## Творчество
- 1966 — сборник стихов «Счастье»;
- 1968 — «Баллады»;
- 1970 — «Новолуние»;
- 1974 — «Орлы не садятся на сопки»;
- 1975 — повесть «Сейхундария» (древняя легенда о Сырдарье);
- 1977 — «Царство доверия»;
- 1979 — «Не любимых не ждут»;
- 1980 — «Нарынкумская трагедия» о поэте-воине Махамбете;
- 1984 — «Отрарский дастан о побежденном победителе, или Ошибки Чингисхана» ;
- 1982 — «Защита любви»;
- 1987 — пьесы «Заря любви», «Царство доверия», «Сокровенное», были поставлены на сцене Казахского академического театра драмы им. М.Ауэзова;
- 1988 — «Сквозь столетия»;
- 1995 — Книга: «Плач охотника над пропастью» в соавторстве с Чингизом Айтматовым;
- 2001 — эпическая поэма «Заблуждение цивилизации».
- 2011 — документальный роман «Эпопея Желтоксан».

## Награды и звания
- 2022 (16 июня) — звание «Герой Труда Казахстана» с вручением ордена «Отан» — за огромный вклад в развитие казахской литературы.;[6];
- Орден «Данакер» (12 апреля 2024 года, Кыргызстан) — за значительный вклад в укрепление дружбы и сотрудничества между Кыргызской Республикой и Республикой Казахстан[7][8];
- Юбилейная медаль «Манас-1000» (25 октября 1995 года, Кыргызстан) — за большой вклад в укрепление дружбы и сотрудничества между кыргызским и казахским народами, пропаганду идей эпоса «Манас»[9];
- Народный писатель Казахстана (9 декабря 1996 года) — за заслуги перед государством и в связи с 5-летием Независимости Республики[10];
- Народный поэт Кыргызской Республики (16 декабря 1994 года) — за большой вклад в художественную литературу, взаимное обогащение и сближение культур кыргызского и казахского народов[11];
- премия Ленинского комсомола (1982) — за книгу «Лики времен»;
- Почётный гражданин Бишкека;
- Академик международной Калифорнийской Академии индустрии, образования и искусства США;
- Лауреат премии Ленинского комсомола Казахстана (1972);
- Лауреат Международной премии «За заслуги в тюркском мире»;
- Лауреат Международной премии классика турецкой поэзии Шахияра.